# 岩城隆恭
岩城 隆恭（いわき たかよし）は、江戸時代中期の大名。出羽国亀田藩6代藩主。

## 生涯
享保9年（1724年）9月6日、陸奥国仙台藩伊達家一門の岩谷堂伊達家5代当主・伊達村望の子として生まれる。
延享2年（1745年）11月10日、5代藩主・岩城隆韶の死去により、その末期養子として家督を継ぎ、同年12月1日に御目見し、16日には従五位下・伊予守に叙任される。こうした養子相続に伴い、藩内では隆恭に従って新たに亀田藩に入ってきた伊達家からの家臣と、旧来の岩城家家臣による権力闘争が起こり、さらに本家の出羽久保田藩との抗争も起こるなど、苦難が続いた。宝暦元年（1751年）には准后使、明和2年（1765年）には梶井御門跡、明和4年（1767年）2月には円満院御門跡の御馳走役を仰せつかっている。
宝暦11年（1761年）8月16日、隆恭に改名する。安永元年（1772年）11月8日、領内の御物川を通る船に税を課したことが幕府の知るところとなり、撤回させられ隆恭の謁見も差し止められた（雄物川一件）。
藩財政も凶作が連年のように相次いで窮乏化し、藩士・領民も多数が逃散し（亀田藩士秋田退散事件）、城の石垣を再建することもできなかったと言われている。江戸上屋敷の雨漏れを修理することすらできず、雨漏れを油衣で凌いだため、「岩城の赤油衣」と揶揄されたという逸話がある。
天明2年（1782年）11月3日（または5日）、死去。享年59。跡を次男の隆恕が継いだ。

## 系譜
父母
- 伊達村望（実父）
- 坂五郎左衛門の娘（実母）
- 岩城隆韶（養父）

正室、継室
- 智鏡院源空浄本（正室） - 戸田忠余の娘
- 加藤泰温の娘（継室）

子女
- 岩城隆恕（次男）
- 八千姫、恵眼院 - 細川斉茲正室
- 信（七女） - 織田信応正室

### 系譜
岩城常隆－伊達政隆 - 国隆＝宗規（仙台藩主・伊達忠宗の七男）- 村隆＝村望（宗規の母方の実家・三沢氏からの入嗣）－岩城隆恭